# Thasos (fornlämning)
Thasos är en fornlämning i Grekland.   Den ligger i prefekturen Nomós Kaválas och regionen Östra Makedonien och Thrakien, i den nordöstra delen av landet, 300 km norr om huvudstaden Aten. Thasos ligger 8 meter över havet. Den ligger på ön Thassos.
Terrängen runt Thasos är varierad. Havet är nära Thasos åt nordost.  Närmaste större samhälle är Thassos, 0,59 km sydväst om Thasos. 